# Kisielewo (obwód witebski)
Kisielewo (biał. Кісялёва; ros. Киселёво) – wieś na Białorusi, w obwodzie witebskim, w rejonie głębockim, w sielsowiecie Łomasze.
Dawniej używana nazwa – Kisielewo II.

## Historia
W czasach zaborów wieś w powiecie dziśnieńskim, w guberni wileńskiej Imperium Rosyjskiego.
W latach 1921–1945 wieś a następnie kolonia leżała w Polsce, w województwie wileńskim, w powiecie dziśnieńskim, w gminie Prozoroki.
Według Powszechnego Spisu Ludności z 1921 roku zamieszkiwały tu 96 osób, 82 były wyznania rzymskokatolickiego, 9 prawosławnego a 5 ewangelickiego. Jednocześnie 82 mieszkańców zadeklarowało polską, 13 białoruską a 1 inną przynależność narodową. Było tu 14 budynków mieszkalnych. W 1931 w 20 domach zamieszkiwało 113 osób.
Wierni należeli do parafii rzymskokatolickiej i prawosławnej w Prozorokach. Miejscowość podlegała pod Sąd Grodzki w Głębokiem i Okręgowy w Wilnie; właściwy urząd pocztowy mieścił się w Prozorokach.
W wyniku napaści ZSRR na Polskę we wrześniu 1939 miejscowość znalazła się pod okupacją sowiecką. 2 listopada została włączona do Białoruskiej SRR. Od czerwca 1941 roku pod okupacją niemiecką. W 1944 miejscowość została ponownie zajęta przez wojska sowieckie i włączona do Białoruskiej SRR.
Od 1991 w składzie niepodległej Białorusi.